# Freak City (Film)
Freak City ist eine Filmkomödie von Andreas Kannengießer, die im Oktober 2020 im Rahmen der Hofer Filmtage ihre Premiere feierte.

## Handlung
Der 15-jährige Mika hat wie jeder Teenager nur zwei Sachen im Kopf, Liebe und Sex. Nun macht er auch die Erfahrung von Liebeskummer. Um seine Ex-Freundin Sandra zu beeindrucken, versucht er, mit Lea zusammenzukommen. Das Mädchen ist jedoch seit Geburt gehörlos, und Mika muss sein ganzes Leben verändern, um mit ihr zusammen sein zu können. So lernt er Gebärdensprache, damit er sich mit Lea verständigen kann.

## Produktion
Der Film basiert auf dem Roman Freak City von Kathrin Schrocke. Für ihren Roman wurde sie 2010 mit dem Nettetaler Jugendbuchpreis und 2011 mit dem Harzburger Jugendliteraturpreis („Harzburger Eselsohr“) ausgezeichnet.

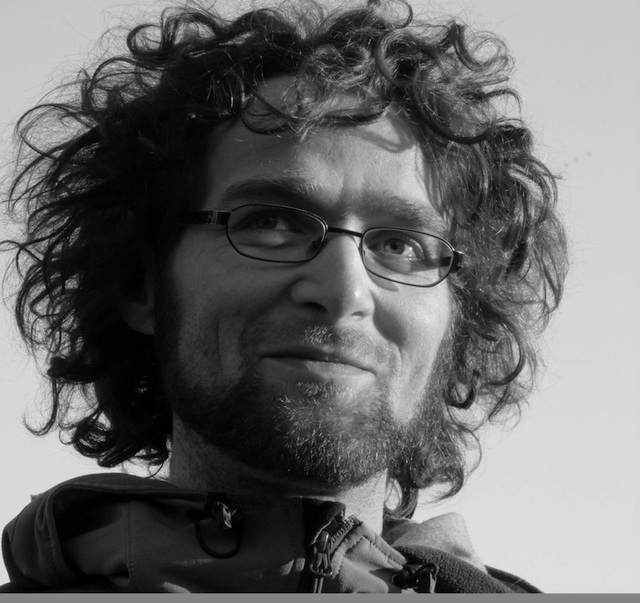
Regisseur Andreas Kannengießer

Regie führte Andreas Kannengießer, der gemeinsam mit Birgit Stauber auch Schrockes Roman für den Film adaptierte. Kannengießer begann 2014 mit der Arbeit an der Verfilmung des Romans und erhielt für das Projekt 2015 vom Wim-Wenders-Stipendium eine Förderung von 25.000 Euro.
Das Besondere an dem Film ist, dass gehörlose Charaktere der Geschichte auch durch gehörlose Darsteller verkörpert werden. Auch das Filmteam setzt sich aus hörenden und gehörlosen Mitgliedern zusammen.
Die Dreharbeiten fanden an 31 Drehtagen von Ende Juli bis Oktober 2016 in Berlin statt.
Erste Vorstellungen erfolgten im Rahmen der von 20. bis 25. Oktober 2020 stattfindenden Hofer Filmtage. Im Januar 2021 wurde er beim 42. Filmfestival Max Ophüls Preis vorgestellt. Anfang September 2021 wurde er beim Filmkunstfest Mecklenburg-Vorpommern gezeigt.

## Rezeption

### Kritiken
Benjamin Wirtz vom Filmdienst erklärt, Freak City habe es nicht in erster Linie auf Gags abgesehen, und Regisseur Andreas Kannengießer gehe es nicht um skurrile und peinliche Situationen, was bei der Thematik leicht möglich gewesen wäre. Die Sprache der Teenager klinge glaubwürdig, wie die von Jugendlichen, und während man am Anfang des Films noch über die Figuren den Kopf schütteln möchte, deren Hauptwortschatz aus „Arsch“, „Titten“ und „ficken“ besteht, so werde im Laufe des Films deutlich, dass hinter dieser laut-pubertären Fassade Menschen stecken, deren Sensibilität höchstens von Unsicherheit gebremst wird. Immer wieder würden Verweise zu anderen Filmen eingestreut, so mal direkt und gezielt, wenn Mika den Film Gottes vergessene Kinder schaut, mal indirekter, wenn er die You-talkin‘-to-me-Szene aus Taxi Driver nachstellt.

### Auszeichnungen
Filmkunstfest Mecklenburg-Vorpommern 2021
- Nominierung für den LEO-Preis im Kinder- und Jugendfilmwettbewerb (Andreas Kannengießer)[12]